# 日産・NV200バネット
NV200バネット（NV200 VANETTE）は、日産自動車により製造・販売されるライトバンおよびミニバンである。バネットシリーズ通算5代目の車種。
世界戦略車であり、日本とマレーシアではNV200バネット（日本の場合、タクシー仕様はNV200）、インドとインドネシアでは「エヴァリア（EVALIA）」、南アフリカでは「NV200コンビ（NV200 COMBI）」、それ以外の地域では「NV200（エヌブイ トゥーハンドレッド）」の車名で販売される。
また、GMにもOEM供給され、シボレー・シティエクスプレスの名で販売されていた（後述）。
2024年現在、乗用車・商用車を含めた日本車において、PCD114.3/4Hのハブの唯一の車種となっている。

## 概要
2007年の東京モーターショーに出展されたコンセプトカーであるNV200のデザインを基に開発された。初代バネットから数えて通算5代目となるモデルであり、商用の4ナンバー車だけでなく、7人乗りワゴンタイプの5ナンバー車も設定される。なお、本車種の投入後も4WD車やディーゼル車はマツダからOEM供給を受けるS21型バネットバンが継続販売されたが、2017年6月にS21型が販売終了となったこともあり、2018年1月にバンに4WD車が追加設定された。欧州市場においてはキュビスターの後継車として販売され、欧州日産の商用車ラインナップのエントリーモデルとなる。
ミニバンのセレナをデザインした倉岡亨一がチーフデザイナーを務めた。側面の窓周辺は滑らかで、フラッシュサーフェイス化のために開閉式のリアサイドウインドウもプラグ式を採用している。荷室に窓がないルートバン（ブラインドバン）でも凹凸は少ない。
2009年秋にNV200の名称で欧州で、2010年6月に中国市場で発売された。
2012年2月8日、シカゴオートショーで北米向けのNV200コンパクトカーゴバンが発表された。北米仕様車は外観と車体寸法が異なり、カーゴバン、乗車定員が5人のイエローキャブ専用車ともに三分割グリルを装着する。ホイールハブボルトが5本となってタイヤサイズは日本仕様よりも若干大型化されている。ボディサイズも一回り拡大され、全長4,729 mm×全幅1,730 mm ×全高1,867 mmとなっており、日本国内向けバンに比べ330 mm×35 mm×12 mm（同ワゴン比17 mm）それぞれ大きく、ホイールベースも2,926 mmで201 mm長い。
2012年8月10日、ロンドンタクシー仕様のロンドン市内での実証試験を発表し、2014年1月に新型車を発表した。この車両は既存モデルと異なり、ロンドンタクシー伝統の丸形二灯式前照灯と独立グリルを採用した。しかしながら2017年、ロンドン交通局の新基準により、電気自動車として一度の充電で、最低30マイル（約50キロメートル）を走行できる車両であることという要件が追加され、その基準に合わせる場合に費用面で折り合いがつかなかったため、日産自動車はロンドンタクシーへの導入を断念した。
2014年からセドリック営業車の後継モデルとして、日本でもタクシー用車種として発売を開始したが、2021年3月に生産が終了した。

## 製造拠点
日本市場向けは日産車体湘南工場で、欧州市場向けはスペイン・バルセロナの日産モトール・イベリカで、中国市場向けは鄭州日産汽車第二工場で、インド市場向けはチェンナイ近郊オラガダムにあるルノー・日産アライアンスの工場で、北米市場向けはメキシコ日産自動車会社クエルナバカ工場で、それぞれ製造が行われる。

## OEM展開

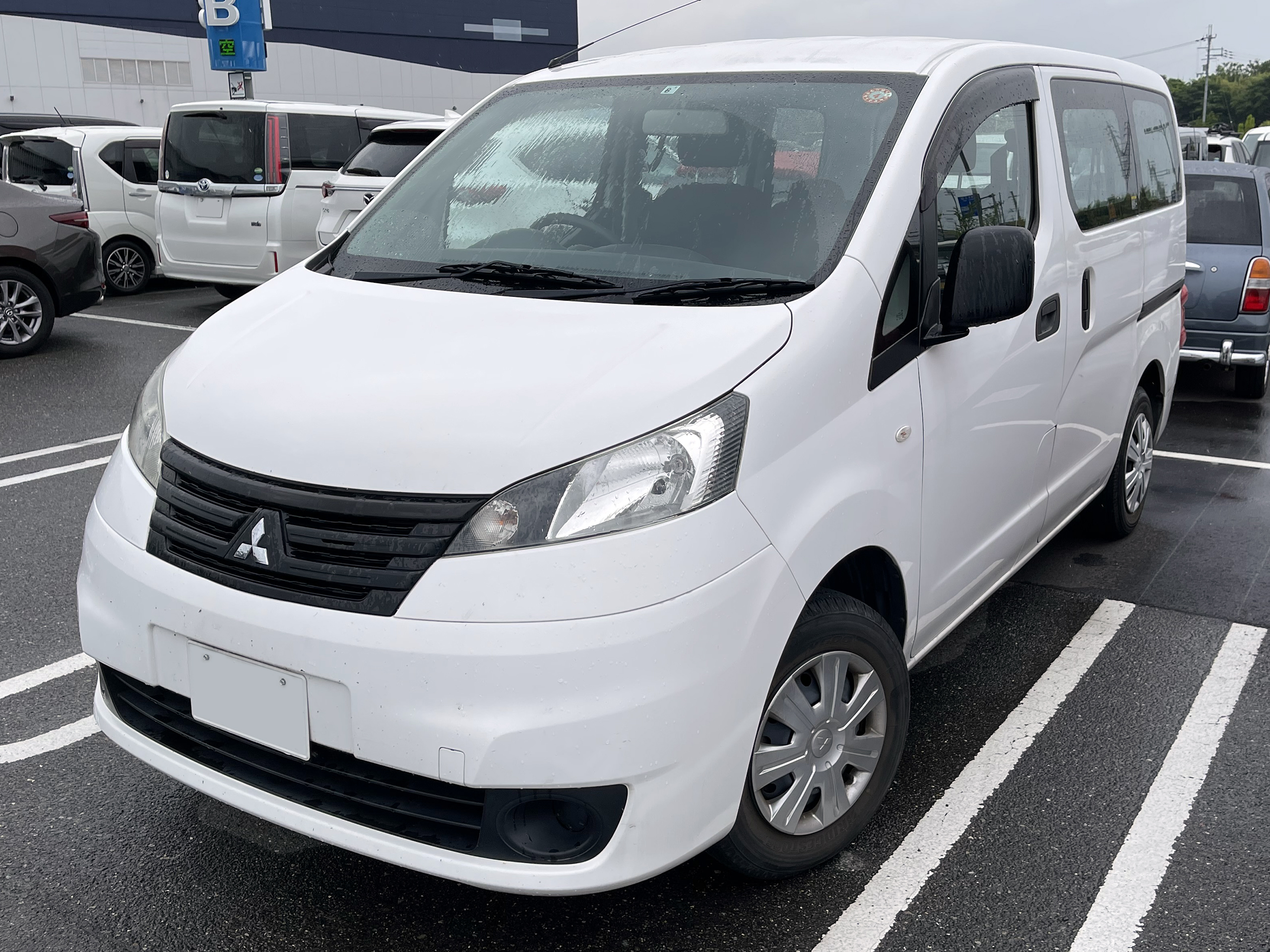
三菱・デリカバン（5代目）

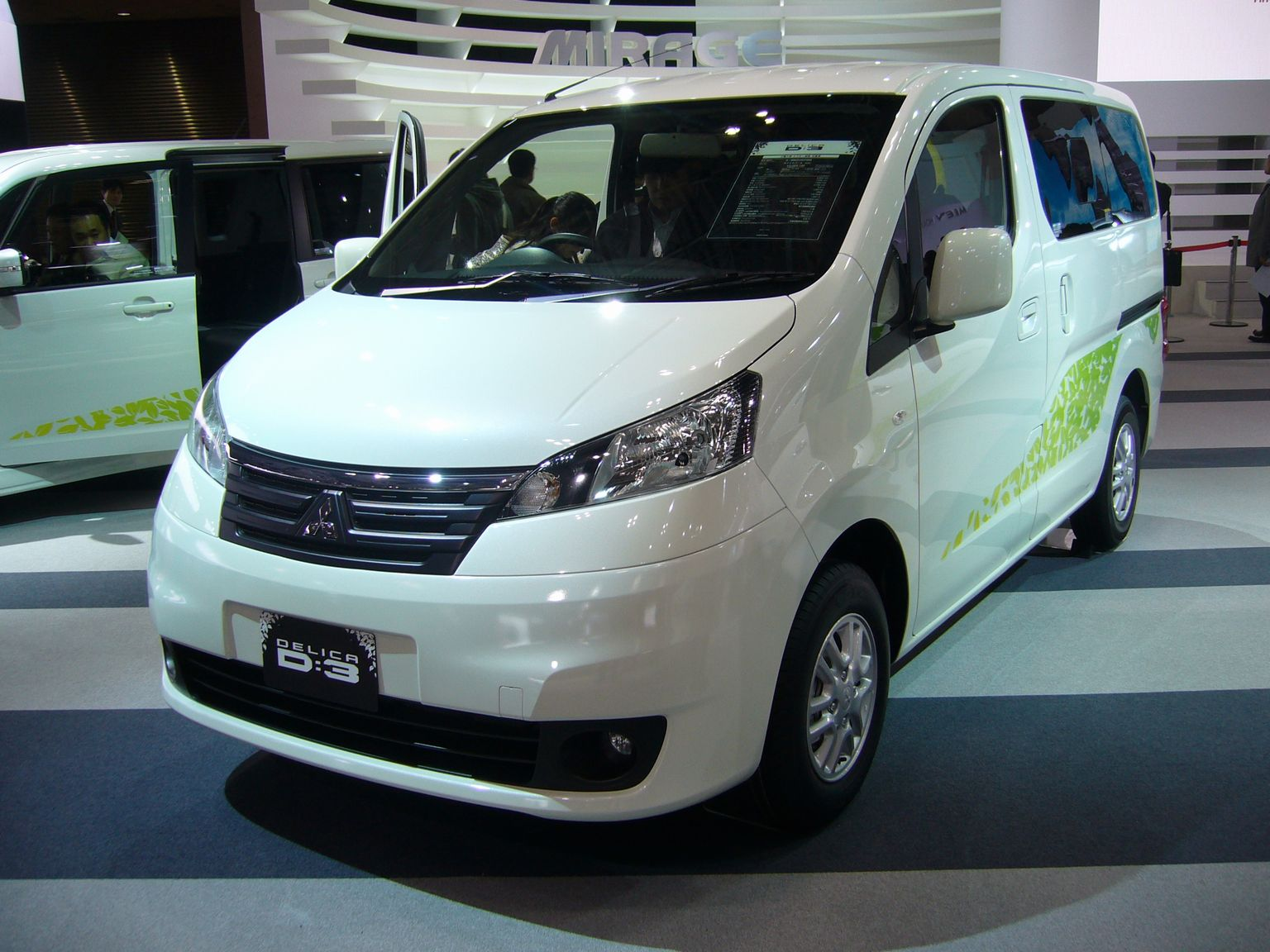
三菱・デリカD:3

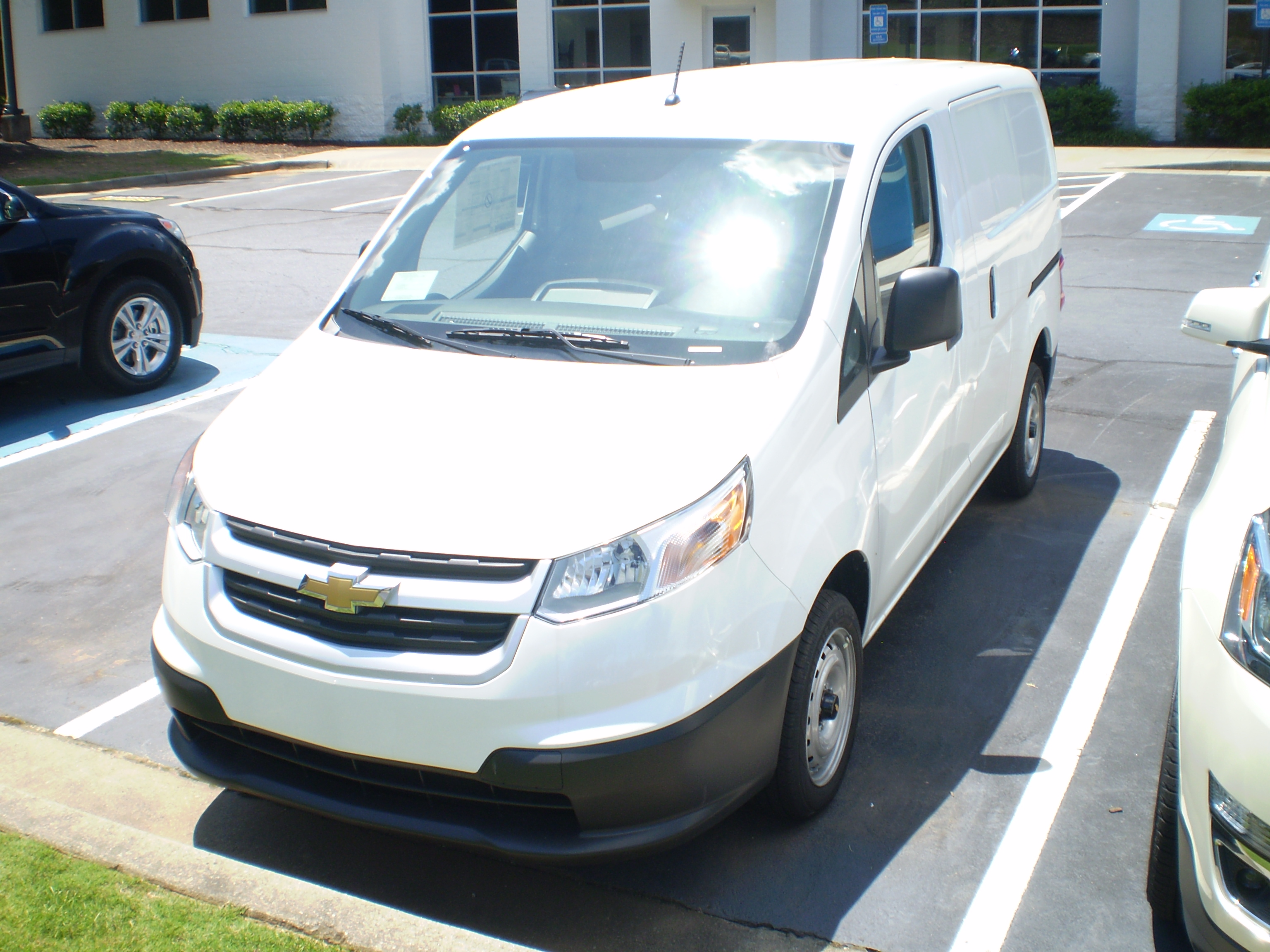
シボレー・シティエクスプレス

日本では2011年10月27日から三菱自動車工業にデリカD:3および5代目デリカバンとしてOEM供給されていた。外観上ではエンブレム、フロントバンパーおよびグリルがベース車と異なる。2019年4月、販売を終了した。
アメリカ合衆国とカナダではゼネラルモーターズにOEM供給され、シボレー・シティエクスプレスとしてシボレーのディーラー網で販売が行われた。外観上ではエンブレム、ヘッドランプ、エンジンフード、フロントバンパー、フロントグリルがベース車と異なる。2013年5月、2014年秋からの発売が発表され、2014年10月から出荷が開始された。2018年2月、生産を終了した。
インドでは日産の合弁パートナーのアショック・レイランドから、スタイル（Stile）として販売された。外観上はエンブレム、ヘッドライト、ボンネットフード、フロントバンパー、グリル、テールライトがベース車と異なる。2013年7月に発表され、同年9月頃の発売を予定しているとした。同年10月8日に発売開始。2015年に販売を終了した。

## メカニズム
エンジンは仕向地によって異なる。日本仕様車は1.6 L HR16DE型ガソリンエンジンのみを搭載し、4速AT (E-ATx) またはCVTが組み合わせられる。インドネシア仕様車は1.5 L HR15DE型ガソリンエンジンおよび5速MTなる。欧州仕様車はルノー製の1.5 L K9K型ディーゼルエンジンも搭載され、5速MTのみが組み合わせられる。インド仕様車はK9K型ディーゼルと5速MTの組み合わせのみ、中国仕様車はHR16DE型エンジンと5速MTを組み合わせたモデルのみがラインアップされる。北米仕様車は2.0 L MR20DE型ガソリンエンジンが搭載され、エクストロニックCVTが組み合わせられる。
プラットフォームはBプラットフォームが採用され、前輪駆動の採用と、後輪サスペンションの簡素化により低床化がなされた。サスペンションスプリングは乗り心地に優れるテーパードモノリーフで、リア側をベルリンアイとして高さを抑えてばねの暴れを防いでいる。荷室内へのリアホイールハウスの張り出しは僅少で、ホイールハウス間は1,220 mmで欧州規格の1200×800 mmパレットが収まる。乗用モデルは、大荷重を想定していないため、リアサスペンションが専用チューンとなり、ばね・ダンパーもよりソフトとなり、その代わり、リアスタビライザーが追加されている。欧州仕様については高速志向の専用チューンとなり、前後にスタビライザーが追加される。
2018年1月にバンに追加設定された4WD車は路面状況や車速に応じて後輪のトルク配分を制御する「オートトルクコントロール4WDシステム」を採用し、リアサスペンションは凹凸した路面での安定走行を可能にするためマルチリンク式に変更されている。
従前のバネットはキャブオーバースタイルで、全長に対して室内容積を大きくしていたが、NV200バネットは日本国外の販売も想定し、操縦安定性、衝突安全性、快適性に優れており、欧州車で多用されているモノスペーススタイルで開発された。エンジン直下に駆動輪を有するFFレイアウトの採用により、空車時における駆動力を向上させたほか、前席下部の空間を活用して3メートルの長尺物を収納でき、同じ5ナンバーサイズのトヨタ・タウンエース/ライトエースに積載性能で劣らず、運転席周りの収納スペースはS21型バネットの2倍となった。

## ラインアップ

### バン/ワゴン

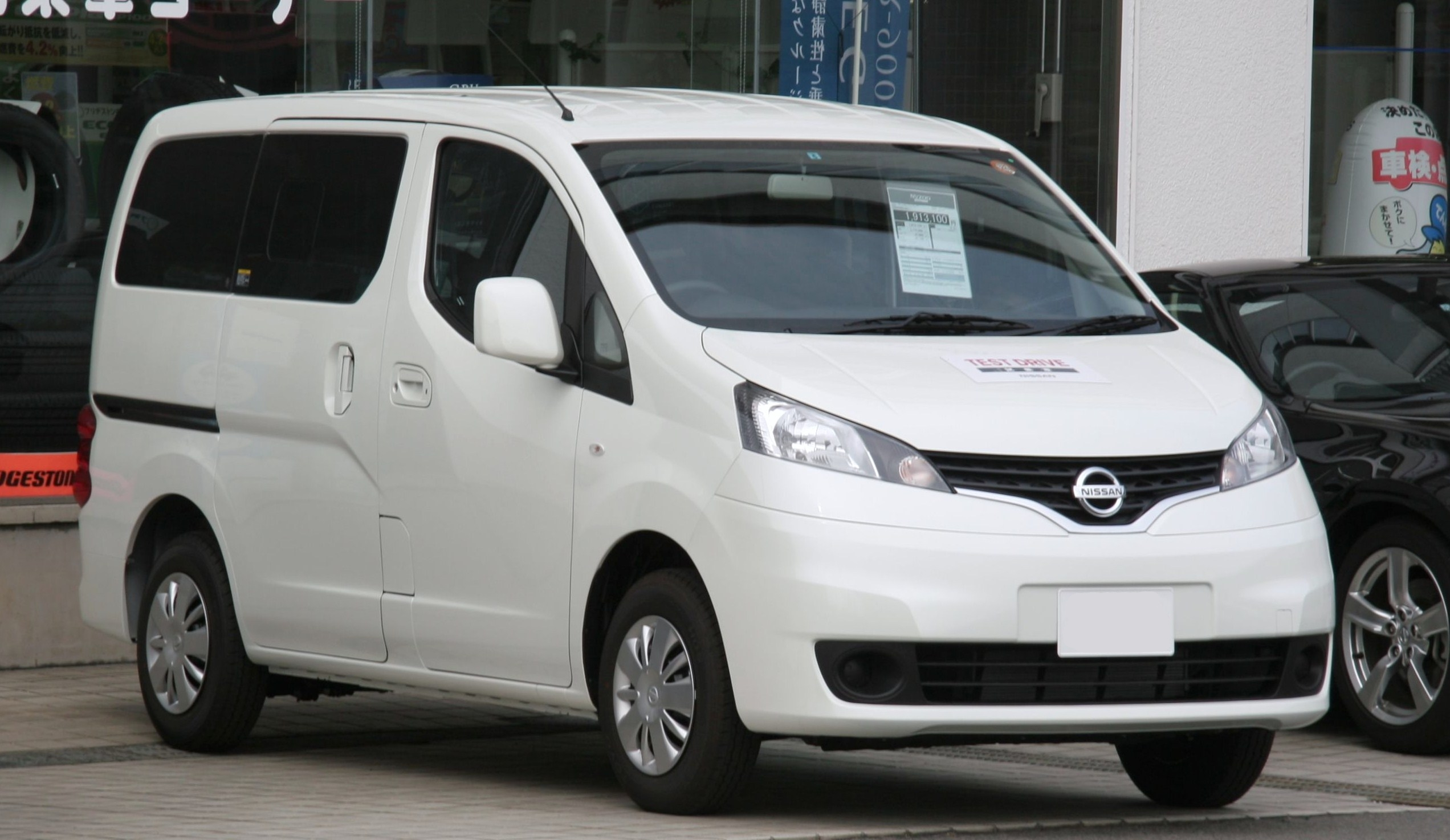
16S

日本仕様車のNV200バネットはバンとワゴンが発売される。当初、バンは「DX」と「GX」が、ワゴンは「16S」が用意される3グレードであった。「DX」は2列5人乗り仕様、1列2人乗り仕様、1列2人乗りのルートバンタイプ、が設定される。ワゴンの「16S」は3列7人乗りでミニバンの要素を備え、2列目と3列目シートは折り畳んでラゲッジスペースとすることもできる。

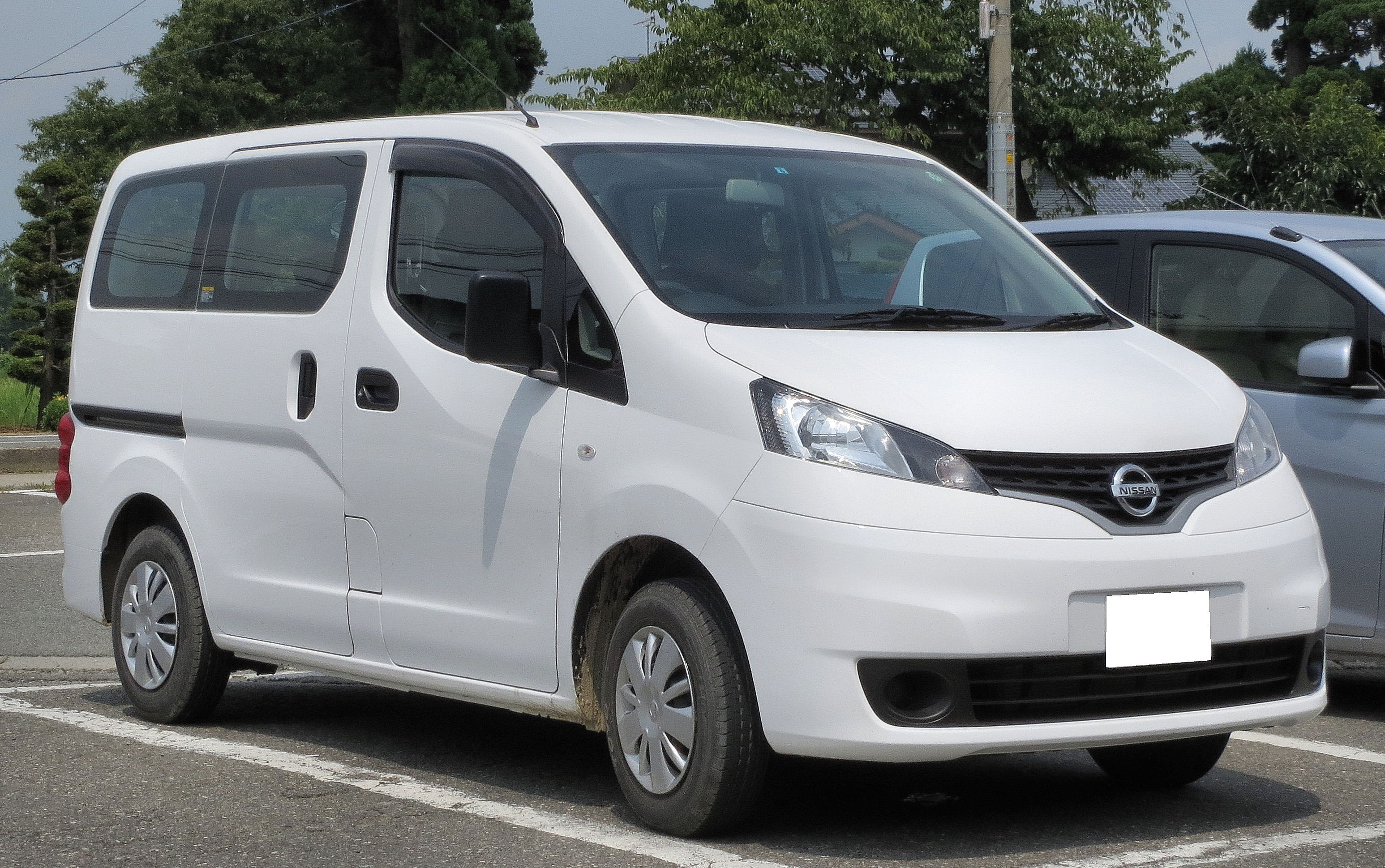
VX

ワゴンは2010年10月にラインナップを刷新し、従来設定されていた「16S」は内装をフルトリム化すると共に、カップホルダーや小物入れを2列目・3列目にも追加。フロントフォグランプを標準装備化してグレード名を「16X-3R（3ロウ）」に変更すると共に、同仕様の2列シート車「16X-2R」を新たに設定した。「16X-2R」ではワゴンでは標準装備であったCDプレーヤーをオーディオレス仕様に変更されている。バンについても同年12月に「DX」と「GX」の中間グレードである「VX」が追加された。「VX」は「GX」からシルバー色インサイドフロントドアハンドルフィニッシャー、フロントシート上下調節式ヘッドレスト、助手席シートスライド、ラゲッジフロアカーペット、左側ラゲッジサイドボックスが省かれ、ドアミラーは電動リモコンから可倒式に、シート地はエンボストリコットからトリコットに、フロントシートはローバックシートからハイバックシートにそれぞれ変更される。

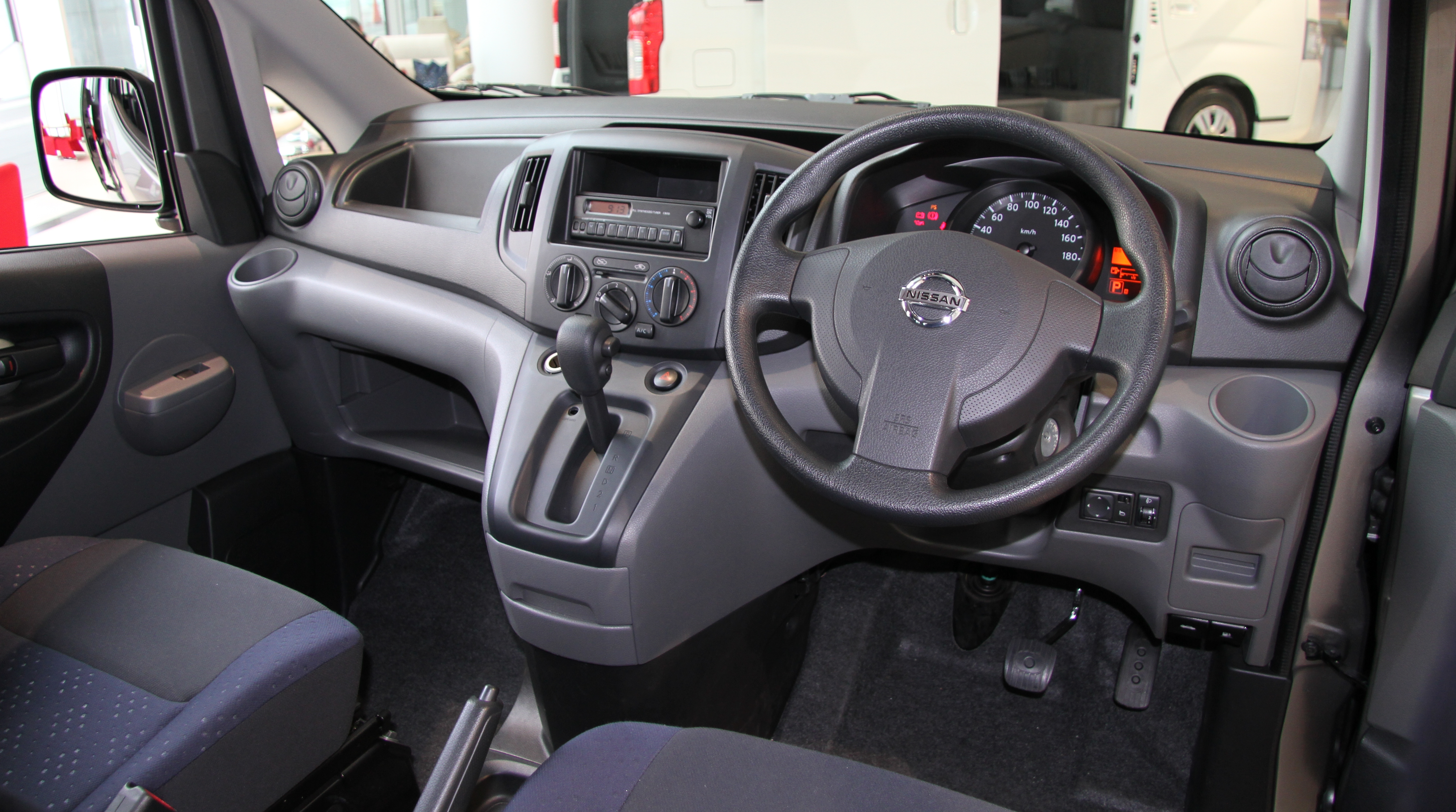
GX インテリア

2014年4月に追加された「プレミアムGX」はバン「GX」の装備内容に加え、専用カラードフロントバンパー+ハロゲンフォグランプ、プライバシーガラス（UVカット断熱機能付、スライドドア・リアサイド・バックドア）、両側スライドサイドウィンドウ（フラッシュタイプ）、インテリジェントキー&エンジンイモビライザー、専用フロントグリル、専用フードトップモール、「Premium GX」ロゴの専用エンブレムが追加で装備される。11月にワゴンにも設定され、「プレミアムGX-2R」・「プレミアムGX-3R」として追加。バンとは特別装備内容が一部異なり、ハロゲンフォグランプ（フロントバンパー組込）がベース車に標準装備となり、ステアリングは専用本革巻ステアリングにグレードアップされる。
2018年1月に追加されたバンの4WD車は、2WD車と一部装備内容が異なり、タイヤが前後輪共に175/80R14 99/98N LTに変更され、スペアタイヤに代わりタイヤ応急修理キットが装備され、ジャッキはディーラーオプション設定となり、2WD車ではメーカーオプションの、大型バッテリー、ヒーター付ドアミラー、5人乗り仕様のみリアヒーターダクト、寒冷地仕様クーラント、の寒冷地仕様が標準装備となる。「DX」はメーカーオプション設定の前席パワーウィンドウと荷室天井トリムが標準装備となり、ドアミラーが電動リモコンにグレードアップされる。バン「VX」、「GX」、「プレミアムGX」、ワゴンはカラードバンパーとフルホイールカバーを装備し、バン「プレミアムGX」とワゴンはMTおよび4WDが用意されない。

### タクシー

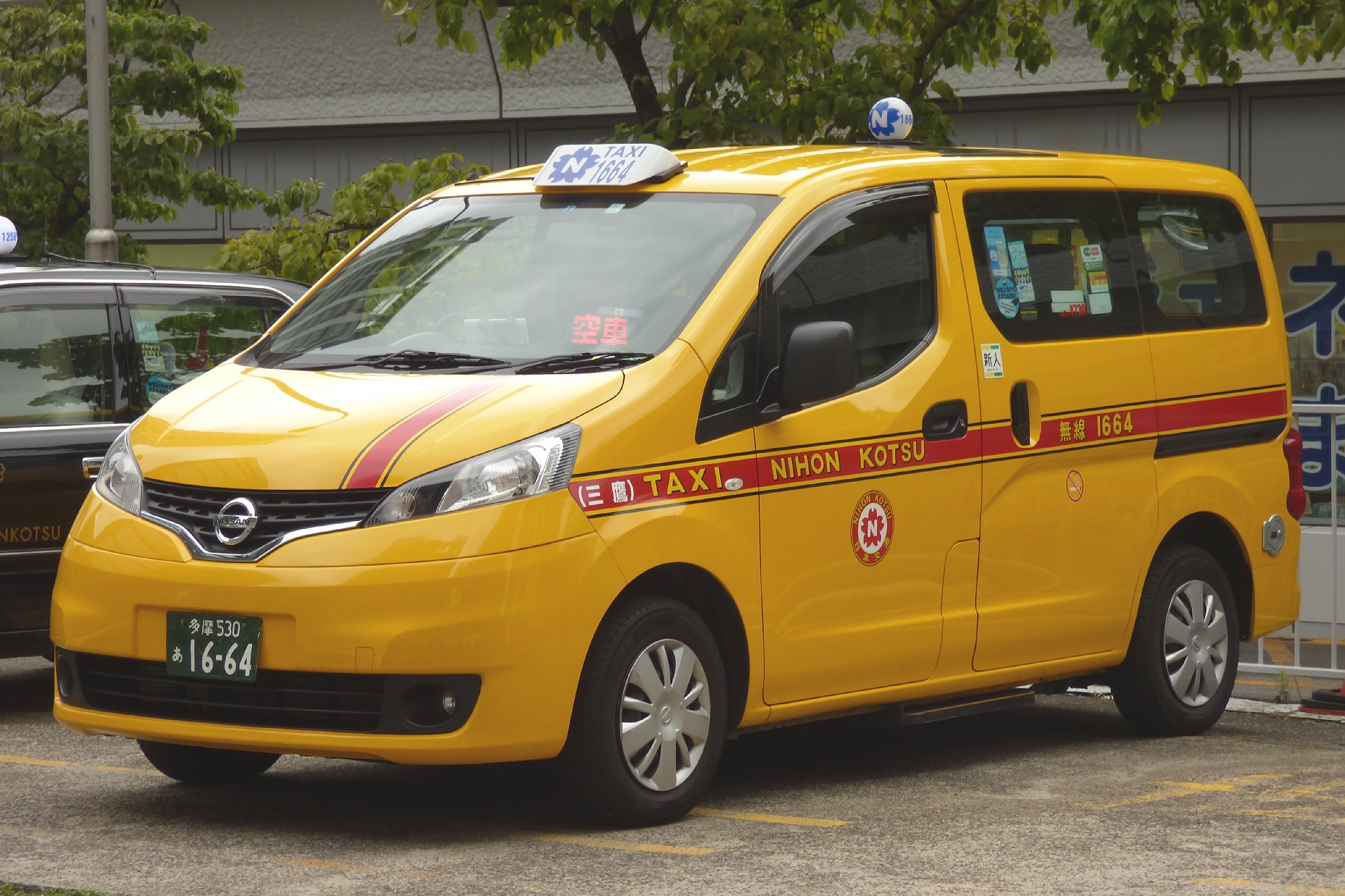
タクシー(日本交通仕様)

2010年12月22日に、日本で車椅子に対応した「NV200バネット タクシー」を発売し、日本車で初めて国土交通省が定める「ユニバーサルデザインタクシー」の設定要件を満たした車種に認定される。イエローキャブ仕様車と同様のタクシー仕様車「NV200タクシー」を2015年6月に日本で発売すると、2014年11月26日に発表した。
「NV200タクシー」は、オートスライドドアやステップランプを内蔵した電動式スライドステップを装備し、座席は角度調整機能付の新シートを、リアサスペンションは構造を変更して2枚リーフスプリングをそれぞれ採用し、パノラミックルーフや直流12ボルトの電源ソケットを装備した。
フロントグリルはNV200バネットと異なり、NV350キャラバンなどにも採用されている「Vモーショングリル」を採用し、イエローキャブ仕様車と異なりメッキグリルとなる。ボディカラーは「スーパーブラック（＃KH3）」、「ホワイト（＃QM1）」、「ブリリアントシルバーメタリック（＃K23）」に、特装色の「イエロー」を加えた4色を設定する。価格はセダンタイプのタクシーと同等に設定しており、ガソリン車のほかに、ガソリンとLPGの両方を自動または手動で切り替えて走行可能な「LPGバイフューエル車」が設定され、LPGタンクの容量を73リットルに拡大した。
既存の「NV200バネット タクシー」はユニバーサルデザイン仕様車として継続販売されており、「NV200タクシー」の販売開始に合わせて、2015年6月にフロントグリルのデザイン変更と特装色「イエロー」を追加する仕様変更を行って「NV200タクシー ユニバーサルデザイン」に改名し、「バネット」のサブネームが外れ「NV200タクシー」のバリエーションモデルに移行した。
車体形状が、それまでのセダンタイプからミニバンタイプに大きく変わったことから、タクシー会社では同車の導入に際し「料金は通常のタクシーと同じです」という告知を行っており、一部の会社では、自動車本体に掲示している。
北米市場において「NV200 TAXI」として販売されていたが、2019年モデルを最後に生産・販売が終了した（後述）。また、ニューヨーク市においては独占供給が予定されていたものの、二転三転し、独占供給契約は破棄されており、現在は市の指定する車両の一部に留まっている。
日本向けについても2021年3月に生産が終了し同社からLPG車が消滅した。以降のタクシー仕様車はセレナ、およびノート、リーフにて対応となる。

### マルチベッド
マルチベッドはワゴンの2列シート車「16X-2R」をベースに、車中泊に対応する為収納式ベッドシステムを備えた仕様である。
2列目シートを倒して付属のベッドボードを設置し、後部のベッド部分を下すことで大人2人まで対応するベッドスペースが出現する。併せて装備されたフロアパネルには撥水性に優れたロンリューム張りが採用されており、ベッド下には収納スペースも確保されている。後部のベッド部分は左右跳ね上げ式、ベッドボードは2分割構造となっており、跳ね上げたベッドの左右の後ろ側にベッドボードを収納することで通常のワゴンと同じように大きな荷物の積載が可能となる。
メーカーオプションとして、テーブル（可倒式、高さ調節機能付）が設定されている。設定した場合、納車時に梱包された状態で積載されているので、ユーザー自身で取り付ける必要がある（工具不要で取り付け可）。また、走行時の使用は不可となる。
2020年1月の一部仕様向上では、ボディカラーで通常のワゴンのラインナップに加え、マルチベッドワゴン専用設定となるパステル調2トーンカラーの「2トーン車体色」が新たに設定され、「2トーンブルー系（ホワイト/ライトブルー 2トーン・＃XJM）」と「2トーンイエロー系（ホワイト/アイリッシュクリーム 2トーン・＃XJL）」の2種類が設定された。「2トーン車体色」ではベッドシステムとフロアパネルをボディカラー連動の「2トーン車専用色」に設定することも可能である。

### ワークユースビークル
ワークユースビークルはバンの「DXルートバン」及び「DX」をベースに、用途に合わせた仕様に変更した商用特装車で、以下の4種類をラインナップする。
- 保冷バン - 「DXルートバン」をベースに、荷室の全面に断熱材を施した仕様。外気温が庫内に与える影響を軽減し、積荷の温度を保って運搬が可能となる。また、荷物の積み下ろしをスムーズにするため、荷室床面の地上高を低くしている。
- リフター付バン - 「DX」の2人乗り仕様をベースに、車両後方に折りたたみ式の自動昇降リフターを装備した仕様。350kgまで昇降可能なため、重量物の積み下ろしが容易となる。また、格納時に横方向に開閉する構造となっているため、リフターを使用しない軽い荷物の積み下ろしをする際に妨げない設計となっている。
- VX2人乗りバン - 「DX」の2人乗り仕様をベースに、「VX」並みの装備や外観デザインとした仕様。2WDのみの設定となる。
- 外装VX仕様ルートバン - 「DXルートバン」をベースに、カラードバンパーやフルホイールカバーを装備し、「VX」と同等の外装デザインとした仕様。「VX2人乗りバン」同様に2WDのみの設定となる。

### NV200バネット MYROOM
車中泊モデル「MYROOM」の第2弾。2WD車は「DX」の2人乗り仕様をベースに、4WDは同ルートバンをベースに架装される。ただし前者はエレクトロニックCVTのみのラインナップであるが、乗り心地向上のため「コンフォートサスペンション」を独自に採用した。運転支援技術はベース車同様に標準装備される。
2列目の2 in 1シートは用途に合わせて簡単にシートをアレンジできる。インテリアには明るい色合いの木目を、2 in 1シートや平置きベッドにはヘリンボーン生地を使用したことでリラックスできる空間を演出した。エクステリアはベース車からほとんど変えておらず、スライドドア側に手動スライドウィンドウを加えた程度である。ディーラーオプションで、リアサイドガラスとバックドアガラスに専用のステッカーが貼られる。
ボディカラーはベース車にあったホワイト、ブリリアントシルバーがオミットされているが、特別塗装色であるホワイトパール(3P)、MYROOM専用色であるサンドベージュ/ホワイト 2トーンが選択できる。
ディーラーオプションで選択できる「ポータブルバッテリー from LEAF」からMYROOMに給電することで、電源のない場所でも車内のコンセントが利用できる。

### 海外仕様

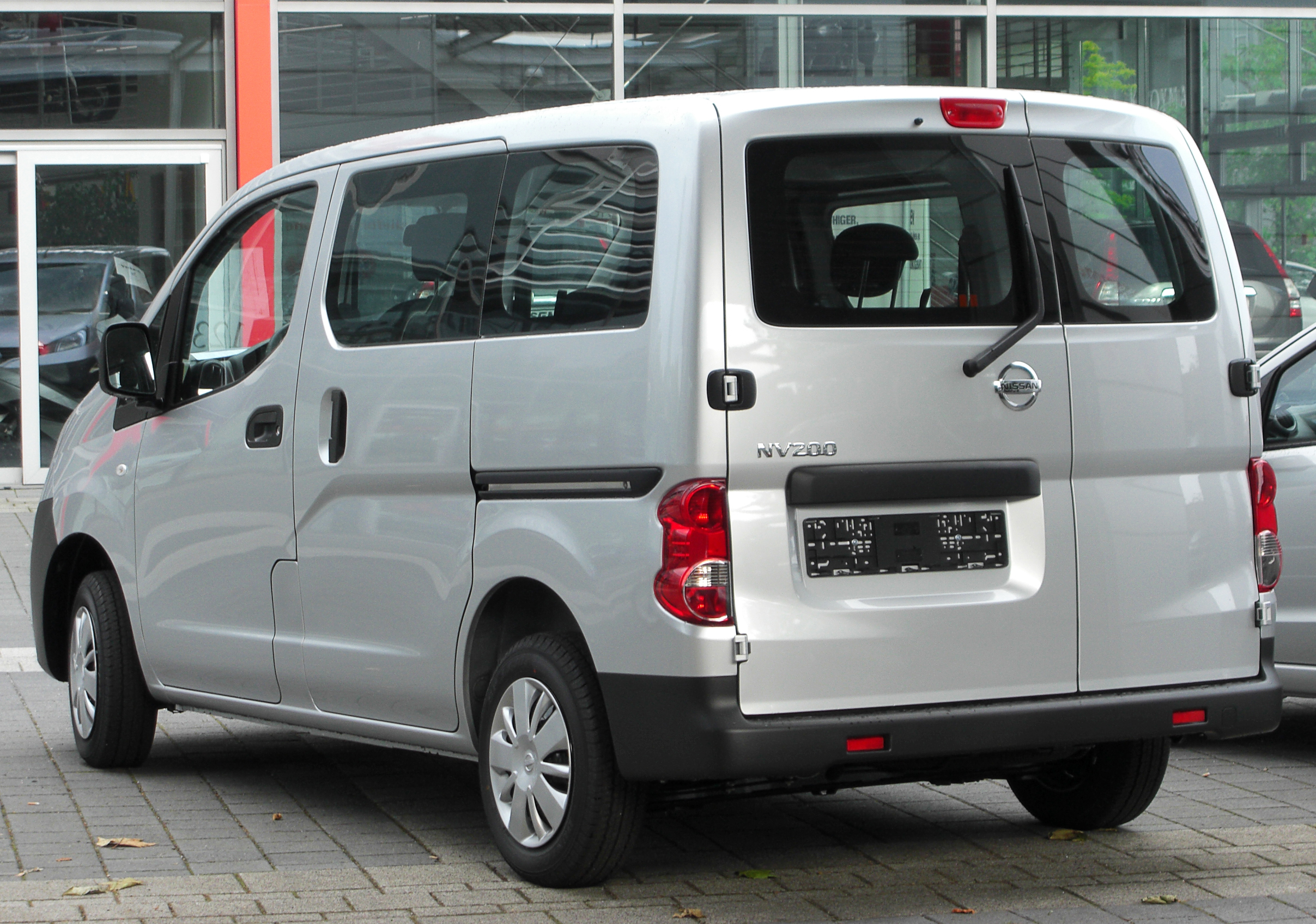
欧州仕様車 リア

欧州仕様車については、2009年秋に日本仕様の2人乗りルートバンに相当するモデルが「バン」として、そして乗用および貨客兼用の5人乗りあるいは7人乗りモデルが「コンビ」として発売された。欧州向け独自の仕様として、バン全車とコンビの一部グレードのバックドアが観音開きとなり、セカンドシートの6:4分割格納が可能で利便性が向上している。日本国内仕向けは生産地などの事情からシートバックは分割可倒だが格納は一体式である。2011年1月以降ドイツおよびスイスを皮切りに順次5/7人乗りの乗用モデル「EVALIA」も追加される。

## e-NV200

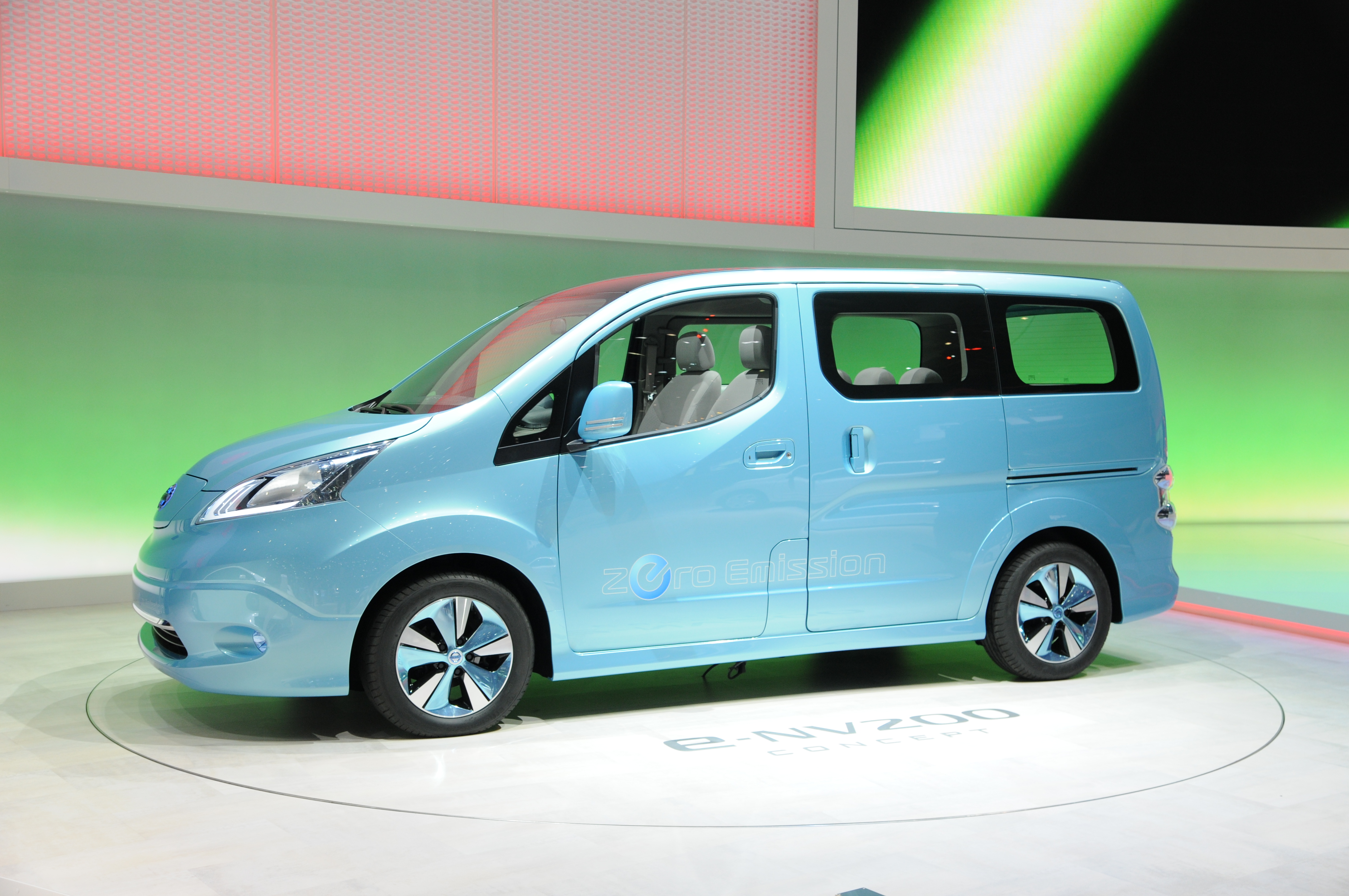
e-NV200
写真はジュネーブモーターショー

NV200バネットをベースにした電気自動車（EV）として、「e-NV200（イー エヌブイ 200）」がある。日産がグローバル展開する量販EVはリーフに次いで2車種目。

## ニューヨークタクシー

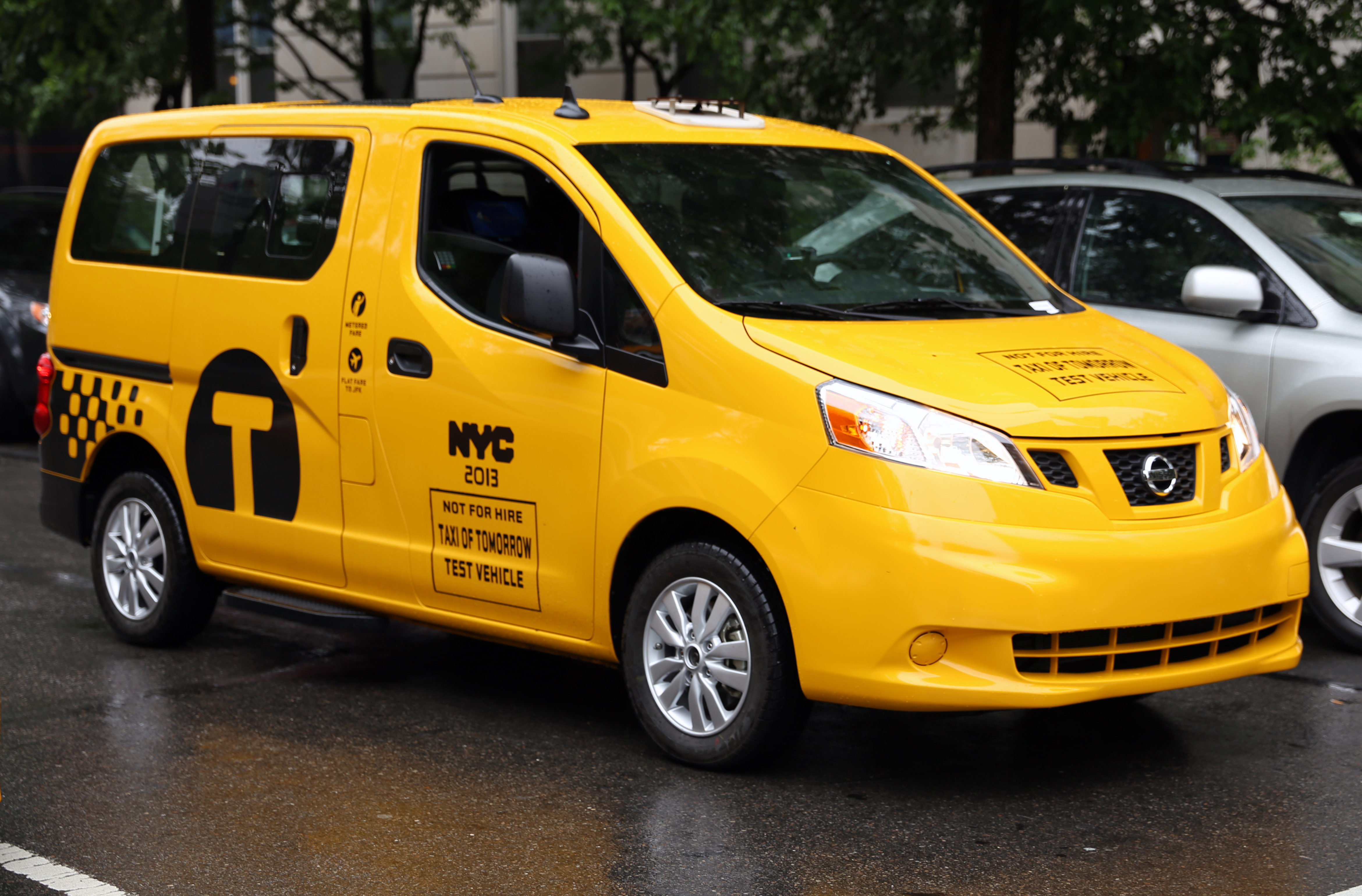
NV200 ニューヨークタクシー仕様

ニューヨーク市でイエローキャブと呼ばれる、ニューヨークタクシーの次世代標準車種に、2011年5月3日に選出された。16車種を使用する13,237台を2013年から2018年までに順次NV200と入れ替え、契約規模は10年間で約10億ドルを見込んでいたがが、2014年の実績で実現は不透明であった。
2018年、ドライバーから多数の不評な意見が寄せられた他、UberやLyft等の配車サービスの台頭による環境の変化、さらにはトランプ政権によるメキシコ車排斥運動などの要因が重なり、独占供給が見直され、新たに約30車種が採用されることとなった。
また、2019年には北米でのNV200タクシーの生産・販売を終えている。

## 年表
本節はガソリン車のNV200バネットやNV200タクシーの年譜を記す。電気自動車のe-NV200は、日産・e-NV200を参照。
2008年12月22日
NV200の発売を発表。
2009年2月24日
欧州仕様「バン」および「コンビ」の画像を公開。
2009年3月
第79回ジュネーヴモーターショーにて乗用モデルを発表。
2009年4月2日
5月中旬に日本国内で発売することを発表、同時に事前販売活動を開始。
2009年5月21日
日本国内で発売。
2009年10月
欧州市場で商用モデルを発売し、第41回東京モーターショーでNV200バネットタクシーを参考出品。
2009年11月16日
インターナショナル・バン・オブ・ザ・イヤー2010を受賞。
2010年6月18日
中国国内で発売。
2010年10月28日
ワゴンのラインナップを刷新。「16S」に替わり「16X-2R」と「16X-3R」を追加。
2010年12月22日
「VX」とタクシー仕様車「NV200 バネットタクシー」を追加。
2011年10月
三菱自動車工業へデリカD:3及び5代目デリカバンとしてOEM供給を開始。
2012年1月5日
インドのニューデリーオートエクスポにて、インド日産が7人乗り乗用車バージョンを「エヴァリア」の車名で出展。日産とLCV（小型商用車）事業で合弁しているアショック・レイランドもNV200をベースとするスタイルコンセプトを発表した。
2012年2月8日
シカゴオートショーにて北米向けNV200コンパクトカーゴバンを発表。
2012年2月18日
マレーシアのタンチョン・モーターがNV200バネットを発売。日本国内で1994年以降にマツダのOEM生産以降製造されたC22バネットに代わる車種となる。
2012年3月6日
ジュネーブモーターショー12にて、欧州で初めてe-NV200コンセプトを発表。
2012年6月7日
インドネシアで「エヴァリア」として発売。7人乗りバージョンのみの設定となる。
2012年6月8日
一部仕様改良。安全に関する法規制強化に伴うスライドドア強度要件に対応し、ワゴンはセカンドシート中央3点式シートベルトを新たに採用。
2012年9月25日
インド日産が「エヴァリア」を発売。
2013年4月1日
タクシー仕様車「NV200バネットタクシー」の一部仕様変更。エンジンバルブやバルブシートの耐久性強化を行い、エンジンのLPG化に対応。
2013年5月14日
ゼネラルモーターズが、日産からOEM供給を受けて「シボレー・シティエクスプレス」として2014年秋からアメリカ合衆国とカナダで発売すると発表した。
2013年7月16日
インドにて日産の合弁パートナーであるアショック・レイランドがOEM車種「スタイル」を発表。日産のカルロス・ゴーンCEOも同席した。
2013年8月2日
タクシー仕様車「NV200バネットタクシー」にLPGバイフューエルシステムを搭載した「NV200バネットタクシー LPGバイフューエル」を追加（8月30日販売開始）。容量45.5リットルで充填可能容量38.6リットルのLPGタンクを備え、LPGで走行が可能。ガソリン用燃料タンクも装備し、LPGガススタンドがない地域でもガソリン車として走行することができる。本車種はオーテックジャパン（現:日産モータースポーツ&カスタマイズ）扱いで、持込登録となる。
2014年4月24日
バンに新グレード「プレミアムGX」を追加（AT車のみの設定）。本グレードはオーテックジャパン（現:日産モータースポーツ&カスタマイズ）扱いで、持込登録となる。
2014年9月3日
ワゴンとタクシー仕様車「NV200バネットタクシー（LPGバイフューエルを含む）」を一部改良。
ワゴンと「NV200バネットタクシー」全車にVDCを新たに標準装備。発売以来初めてボディカラーの変更を行い「ブルーイッシュグリーンメタリック（＃FAD）」・「ローズメタリック（＃A33）」と入れ替えで、新色の「ラグーンブルーパールメタリック（＃RBC）」・「タイガーアイブラウンパールメタリック（＃KBE・特別塗装色）」の2色を追加。シートデザインは黒とグレーのコーディネーションに変更した。併せて、バンのみの設定だったオーテックジャパン（現:日産モータースポーツ&カスタマイズ）扱いグレード「プレミアムGX」をワゴンにも拡大設定し、「プレミアムGX-2R」・「プレミアムGX-3R」として追加（11月販売開始）。
福祉車両「ライフケアビークル」は、ベース車と同様の改良を受けた既存の「チェアキャブ 車いす1名仕様 3人掛けリヤシートタイプ」と「アンシャンテ ステップタイプ」に加え、耐荷重100kgの運転席乗降用グリップを装着した「運転席マイティグリップ」を追加設定した。
2014年10月16日
バンを一部改良。
AT車にVDCのオプション設定を追加。「GX」とオーテックジャパン扱いグレード「プレミアムGX」はシートを黒とグレーのコーディネーションに変更し、ボディカラーはワゴン専用色だった「ホワイトパール3コートパール（＃QX1・特別塗装色）」、ワゴンに先行で追加設定された「ラグーンブルーパールメタリック（＃RBC）」・「タイガーアイブラウンパールメタリック（＃KBE・特別塗装色）」の計3色を追加した。
福祉車両「ライフケアビークル」にラインナップされている「チェアキャブ」もベース車に準じた改良を行う（ボディカラーの追加はワゴンに先行で追加された2色のみ）と共に、乗降グリップを助手席側Aピラーに追加した。
2014年11月26日
タクシー仕様車「NV200タクシー」を発表。
2015年6月8日
「NV200タクシー」販売開始。同時に、既存の「NV200バネットタクシー」は「NV200タクシー ユニバーサルデザイン」に改名した。
2015年7月上旬
「NV200タクシー LPGバイフューエル」販売開始。
2016年1月18日
バンを一部仕様変更。AM/FMラジオの性能向上を行い、同年4月に適応されるオフセット衝突時の乗員保護の技術基準に対応するため、全車に助手席SRSエアバッグシステムを、5人乗り車にセカンドシートELR付き3点式シートベルトを標準装備。5人乗り車に6:4分割式上下調整式ヘッドレスト付セカンドシートのメーカーオプション設定が復活。
2018年1月19日
バンの「DX（ルートバンを含む）」と「GX」のAT車に4WD車が追加設定された（1月30日発売）。
2018年12月10日
バンを一部仕様変更。
寒冷地仕様に、運転席シートヒーターとPTC素子ヒーター（エアコン内に設置された電熱線補助ヒーターで、エンジンの暖機を待たずに車内の空気を素早くあたためることが可能になる）をセットにした「クイックヒーターパック」が新たにメーカーオプション設定された（「プレミアムGX」は設定不可、2WD車は他の装備とのセットオプション設定となる）。
2019年4月
三菱・デリカD:3及びデリカバンが販売終了のため、三菱向けOEM供給を終了。
2020年1月9日
仕様向上。
安全装備が拡充され、インテリジェント エマージェンシーブレーキ（衝突被害軽減ブレーキ）、ハイビームアシスト、LDW（車線逸脱警報）及びキャブオーバーバンでは初めてとなる標識検知機能（進入禁止標識検知、最高速度標識検知、一時停止標識検知）をバンのAT車及びワゴンに標準装備した（バンの「DX」と「VX」はメーカーオプションでレス設定も可能）。NV200バネットのインテリジェント エマージェンシーブレーキは夜間での検知能力を高めるため、単眼カメラ+ミリ波レーダー方式が採用されている。（なお、ミリ波レーダーがフロントバンパー中央のナンバープレート真下に配置されている関係で純正アクセサリーのナンバープレートリム(フレーム)の装着が不可となったため、オプションパーツにナンバープレートリムが設定されなくなった）
なお、ワゴンはWLTCモードによる排出ガス・燃料消費率に対応した（平成30年排出ガス規制適合）。
オーテックジャパン（現:日産モータースポーツ&カスタマイズ）扱いの福祉車両「ライフケアビークル」にラインナップされている「チェアキャブ」も同時に仕様変更され、ベース車同様に安全装備の拡充を行うとともに、スロープ幅が拡大され、3列目シート位置における車いす固定装置において車いすにかけるフックの床下収納が可能となり、車内に貼り付けの説明ラベル等を操作手順をより分かりやすくする為変更された。
2020年1月31日
オーテックジャパン（現:日産モータースポーツ&カスタマイズ）扱いの「マルチベッドワゴン」を一部仕様向上。
専用2トーンカラーの設定に加え、ベース車同様に、インテリジェント エマージェンシーブレーキ、ハイビームアシスト、LDW、標識検知機能が新たに標準装備された。
2021年3月
NV200タクシーの生産を終了。
2021年7月13日
一部仕様向上。
エンジンに改良が施され、さらに、2WD車は従来2種類あったトランスミッション(5MT/4AT)に替わってバン・ワゴン共に「エクストロニックCVT」に変更して一本化され、アイドリングストップ機能も搭載されたことで燃費性能を向上。併せて、バンがWLTCモードによる排出ガス・燃料消費率に対応したことで、バンの2WD車は「平成30年排出ガス基準50%低減レベル（☆☆☆☆）」認定を取得し、「平成27年度燃費基準+25%」を達成した。
また、快適装備の充実が図られ、助手席側の電動格納式リモコンドアミラーにサイドアンダーミラーが追加され、ステアリングに抗菌処理が施された。
バンは、助手席のリクライニング調整角度をワゴンと同じ66°に拡大するとともに、「DX」・「VX」は従来「GX」のみに装備されていた助手席スライド機能を装備。また、「VX」と「GX」はセカンドシートを6:4分割可倒式に変更。2WD車は最大積載量が50kg増加され、2名乗車時で650kg、5名乗車時で450kgとなった。
ボディカラーが一部変更され、バン「GX」及びワゴン専用色の「タイガーアイブラウンパールメタリック（＃KBE・特別塗装色）」と「ラグーンブルーパールメタリック（＃RBC）」を廃止する替わりに、バン「GX」及びワゴン専用色の「インペリアルアンバーパール（＃CAS・特別塗装色）」とバン専用色の「ダークメタルグレーメタリック（＃KAD）」が設定された。
なお、今回の一部仕様向上により、エンブレム（フロント・リア）、ステアリング、センターキャップ（バン「DX」のみ）/フルホイールカバー（バン「DX」を除く）/アルミホイール（2WD車にオプション設定）のCIが2020年7月に改定された新CIとなった。
オーテックジャパン（現:日産モータースポーツ&カスタマイズ）扱いの車中泊仕様車「マルチベッド」、ライフケアビークル「チェアキャブ」、商用特装車「ワークユースビークル」シリーズも一部仕様向上。ベース車同様の改良が施され、バンベースの「ワークユースビークル」シリーズは既に「チェアキャブ」で採用されている助手席のリクライニング調整角度の拡大や助手席スライド機能を新たに装備。ボディカラーの追加においては、「ダークメタルグレーメタリック（＃KAD）」は「保冷バン」を除く「ワークユースビークル」シリーズと「チェアキャブ」に、「インペリアルアンバーパール（#CAS・特別塗装色）」は「マルチベッド」と「チェアキャブ」にそれぞれ設定される。
2022年9月9日
バンの4WD車を一部仕様向上。
最大積載量が2名乗車時で150kg増加の650kgに、5名乗車時で100kg増加の400kgへと変わった。
日産モータースポーツ&カスタマイズ扱いの車中泊仕様車「マルチベッド」に「GX」ベースのバンを新設定。ベッド幅がワゴンモデルより広くなるほか、4WD車の選択も可能となった。また、商用特装車「ワークユースビークルシリーズ」の「リフター付バン」の4WD車も一部仕様向上され、最大積載量を100kg増加の500kgとした。
2024年7月19日
一部仕様向上（ワゴンは同日発売、バンは8月上旬発売）。
「インテリジェント DA（ふらつき警報）」や「踏み間違い衝突防止アシスト」を新たに標準装備。また、7インチカラー仕様のアドバンストドライブディスプレイの採用に伴ってスピードメーターがデジタル化され、フロントタイヤの向きや角度・車両の進行方向が表示されるタイヤアングルガイド、エンジンオイルの交換時期などを知らせるメンテナンス情報が備わり、標識認識機能はアドバンストドライブディスプレイへの警告表示とブザー（ブザーが鳴るのは進入禁止標識検知のみ）へ変更された。
日産モータースポーツ&カスタマイズ扱いの車中泊仕様車「マルチベッド」、ライフケアビークル「チェアキャブ」、商用特装車「ワークユースビークル」シリーズもベース車に準じて一部仕様変更された。
2024年10月1日
車中泊仕様車である「NV200バネット MYROOM」を発表。
2025年7月15日
追浜工場の閉鎖に伴い、日産車体湘南工場での生産を2026年度に終了することを発表した。

## 車名の由来
「N」＝New Generation、「V」＝Vehicle、「200」は車格の「車両総重量2,000kgクラス」を意味する。バネットのサブネームは同社の商用車「バネット（VANETTE = VAN + ETTE）」に由来する。「NV」は後のシリーズ展開により「日産（Nissan）のバン（Van）」の意も加えている。

## 受賞
2010年
- インターナショナル・バン・オブ・ザ・イヤー
- プロフェッショナルバン&ライトトラックマガジン「バン・オブ・ザ・イヤー」
- ホワット・バン?「バン・オブ・ザ・イヤー」
- ITM「バン・オブ・ザ・イヤー」

2011年
- ドイツ・ユニバーサルデザイン賞（NV200バネットタクシー）
  - 「ユニバーサルデザイン賞」
  - 「ユニバーサルデザイン コンシューマー・フェイバリット賞」